# Tetrasomi
En tetrasomi är en genetisk defekt som innebär att det finns fyra, i stället för det normala två, exemplar av någon kromosom i kroppens celler. Tetrasomier är mer sällsynta än trisomier. Liksom de flesta trisomier, med undantag för trisomi 21 (Downs syndrom), innebär tetrasomier så svåra missbildningar att de inte är förenade med liv annat än i vissa mosaicistiska (fyra exemplar av kromosomen i vissa men inte i samtliga celler) eller partiella (delar av två överflödiga kromosomer i cellerna) former.